# Dibba Al-Fujairah
Dibba Al-Fujairah (arabisk: دبا الفجيرة) er en by i Emiratet Fujairah i De Forenede Arabiske Emirater i Mellemøsten. Den ligger på Den Arabiske Halvø nær kysten til Omanbugten. Byen Dibba Al-Fujairah har 41.017(2019) indbyggere.